# آتاکینس
آتاکینس (به اسپانیایی: Ataquines) یک شهرستان در اسپانیا است که در استان وایادولید واقع شده‌است.